# Euphorbia gossypina
Euphorbia gossypina är en törelväxtart som beskrevs av Ferdinand Albin Pax. Euphorbia gossypina ingår i släktet törlar, och familjen törelväxter.

## Underarter
Arten delas in i följande underarter:
- E. g. gossypina
- E. g. mangulensis
- E. g. coccinea

## Bildgalleri

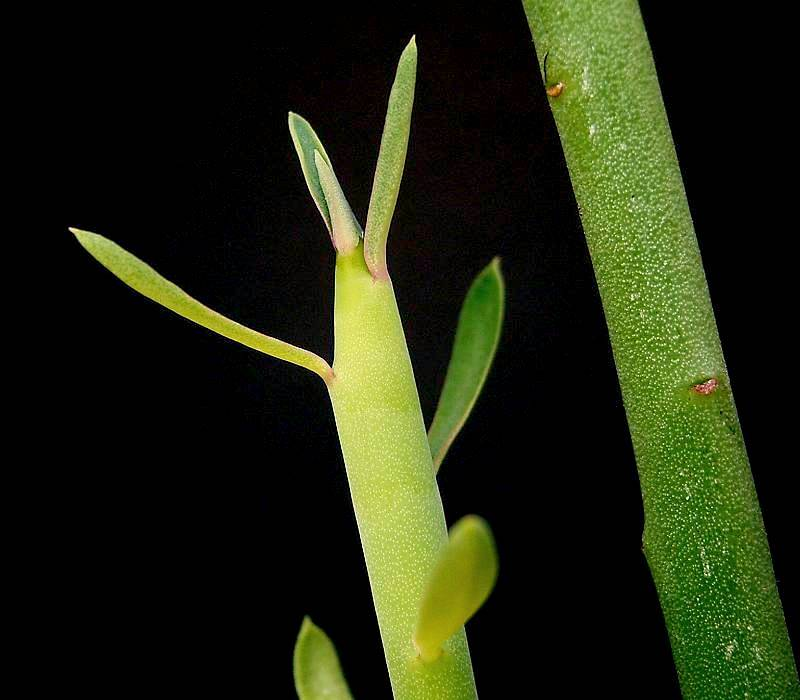
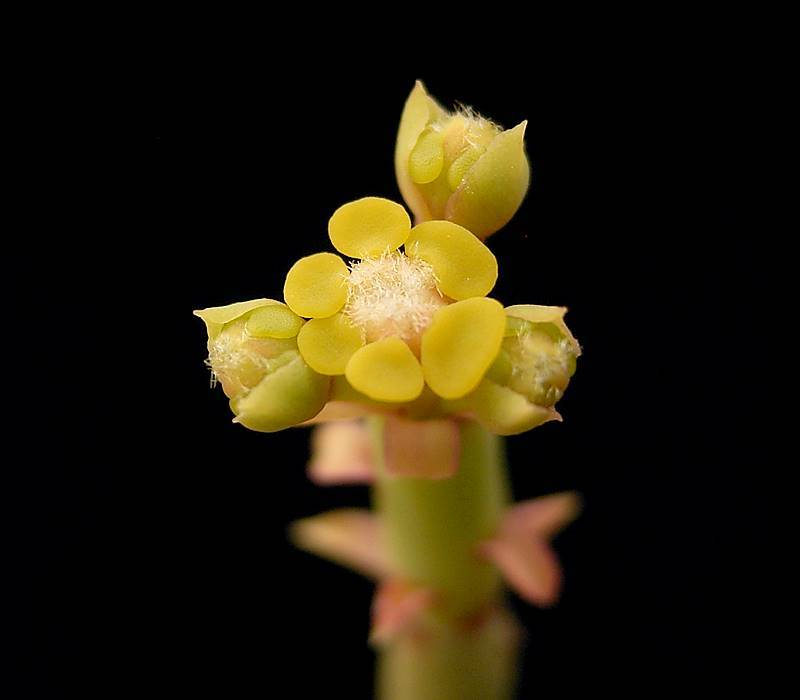
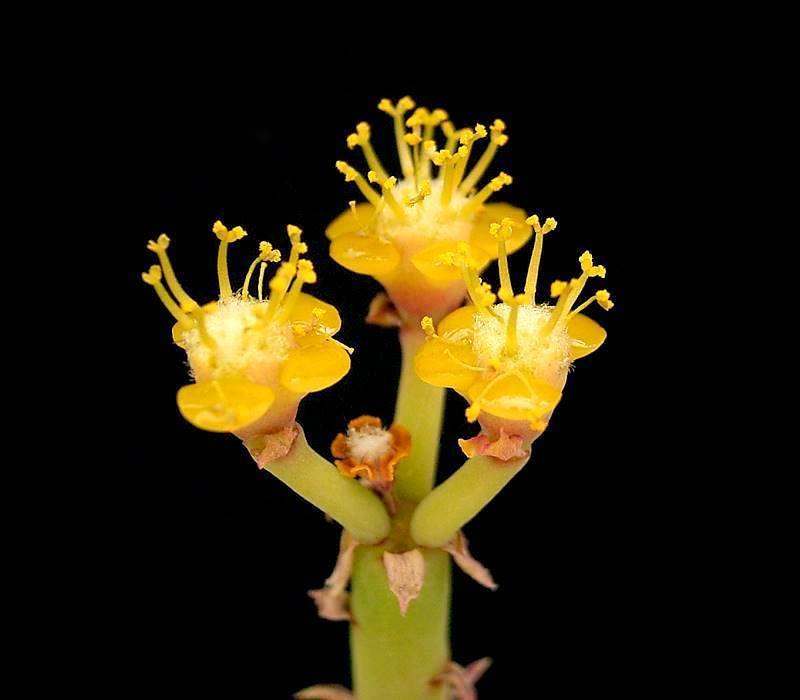